# Juliane af Sachsen-Lauenburg
Juliane af Sachsen-Lauenburg (2. december 1589 – 1. december 1630) var en tysk prinsesse, der var datter af hertug Frans 2. af Sachsen-Lauenburg og gift med hertug Frederik af Slesvig-Holsten-Sønderborg-Nordborg.

## Biografi
Juliane blev født den 2. december 1589 som datter af hertug Frans 2. af Sachsen-Lauenburg i hans ægteskab med Maria af Braunschweig-Wolfenbüttel.
Hun giftede sig den 1. august 1627 med hertug Frederik af Slesvig-Holsten-Sønderborg-Nordborg, en søn af hertug Hans den Yngre af Slesvig-Holsten-Sønderborg. De fik en søn, Hans Bugislav.
Hertuginde Juliane døde allerede efter tre års ægteskab den 1. december 1630 i Nordborg. Hertug Frederik overlevede hende med 27 år og giftede sig igen i 1632 med prinsesse Eleonora af Anhalt-Zerbst.

## Børn
| Navn          | Født               | Død               | Bemærkninger                                            |
| ------------- | ------------------ | ----------------- | ------------------------------------------------------- |
| Hans Bugislav | 30. september 1629 | 17. december 1679 | Hertug af Slesvig-Holsten-Sønderborg-Nordborg 1658–1669 |